# Brian Dozier
James Brian Dozier (ur. 15 maja 1987) – amerykański baseballista, który występował na pozycji drugobazowego.

## Przebieg kariery

### College
Dozier studiował na University of Southern Mississippi, gdzie w latach 2006–2009 grał w drużynie uniwersyteckiej Southern Miss Golden Eagles. W 2009 wystąpił w College World Series, w których Golden Eagles przegrali w I rundzie z North Carolina Tar Heels 4–11.

### Minnesota Twins
W czerwcu 2009 został wybrany w ósmej rundzie draftu przez Minnesota Twins i początkowo grał w klubach farmerskich tego zespołu, między innymi w  Rochester Red Wings, reprezentującym poziom. W Major League Baseball zadebiutował 7 maja 2012 w meczu przeciwko Los Angeles Angels of Anaheim na pozycji łącznika, w którym zaliczył uderzenie i zdobył runa. Pierwszego home runa w MLB zdobył sześć dni później w wygranym przez Twins 4–3 meczu z Toronto Blue Jays.
Od 2013 występował regularnie na drugiej bazie. W lipcu 2014 został zaproszony do udziału w Home Run Derby. W lipcu 2015 został po raz pierwszy powołany do AL All-Star Team, zastępując na liście rezerwowych kontuzjowanego José Bautistę.

### Późniejszy okres
31 lipca 2018 w ramach wymiany zawodników przeszedł do Los Angeles Dodgers. 13 stycznia 2019 podpisał roczny kontrakt z Washington Nationals.

## Nagrody i wyróżnienia
| Nagroda/wyróżnienie | Lata | Źródło |
| All-Star            | 2015 | [ 8 ]  |
| Gold Glove Award    | 2017 | [ 3 ]  |